# 中津川市警察
中津川市警察（なかつがわしけいさつ）は、かつて存在した岐阜県中津川市の自治体警察である。

## 概要
旧警察法施行で、従来の岐阜県警察部が解体され、1952年（昭和27年）4月1日に中津川市警察署が設置された。
その後、1954年（昭和29年）に、旧警察法が全面改正される形で新警察法が公布された。これにより国家地方警察と自治体警察が廃止され、新たに都道府県警察として岐阜県警察本部が発足。中津川市警察も岐阜県警察に統合され、姿を消した。